# Capriano
Capriano is een plaats (frazione) in de Italiaanse gemeente Briosco.